# 잭 휠러
재커리 해리슨 휠러(Zachary Harrison Wheeler, 1990년 5월 30일 ~ )는 잭 휠러(Zack Wheeler)라는 이름으로 알려져 있는 미국의 야구 선수로, 메이저 리그에 소속되어 있는 필라델피아 필리스의 투수이다.